# Hérard Abraham
Hérard Abraham, född 28 juli 1940 i Port-au-Prince, död 24 augusti 2022 i Fermathe i Ouest, var en haitisk militärofficer och politiker. Han var provisorisk president i Haiti 10 mars–13 mars 1990, samt utrikesminister 1987–1988 och 2005–2006.